# Rosalind Picard
Rosalind Wright Picard (Boston, 17 maggio 1962) è un'imprenditrice e informatica statunitense, professoressa di arti e scienze dei media al MIT di Boston, fondatrice e direttrice dell'Affective Computing Research Group presso il MIT Media Lab e co-fondatrice delle startup Affectiva ed Empatica.
Picard è accreditata di aver avviato la branca dell'informatica nota come informatica affettiva con il suo libro del 1997 che ha lo stesso nome. Questo libro ha descritto l'importanza delle emozioni nell'intelligenza, il ruolo vitale che la comunicazione delle emozioni umane ha nelle relazioni tra le persone e i possibili effetti del riconoscimento delle emozioni da parte di robot e computer indossabili. Il suo lavoro in questo campo ha portato a un'espansione nella ricerca sull'autismo e allo sviluppo di dispositivi che potrebbero aiutare gli esseri umani a riconoscere le sfumature delle emozioni umane.
Ha ricevuto numerosi riconoscimenti per le sue ricerche e invenzioni. Nel 2005 è stata nominata Fellow dell'Institute of Electrical and Electronics Engineers per i contributi all'analisi di immagini e video e al computing affettivo.  Nel 2019 ha ricevuto una delle più alte onorificenze professionali assegnate a un ingegnere, l'elezione alla National Academy of Engineering per i suoi contributi sull'informatica affettiva e sull'informatica indossabile. Nel 2021 è stata riconosciuta come Fellow dell'ACM per i contributi al rilevamento del segnale fisiologico per la salute e il benessere individuale. Nel 2021 è stata eletta all'Accademia Nazionale degli Inventori, che riconosce invenzioni eccezionali che hanno avuto un impatto tangibile sulla qualità della vita, lo sviluppo economico e il benessere della società. Nel 2022 ha ottenuto a Milano il Premio internazionale "Lombardia è ricerca".

## Biografia
Picard ha conseguito una laurea in ingegneria elettrica con il massimo dei voti e un certificato in ingegneria informatica dal Georgia Institute of Technology (1984), e un master (1986) e un dottorato (1991), sia in ingegneria elettrica che informatica, dal MIT. La sua tesi era intitolata "Texture Modeling: Temperature Effects on Markov/Gibbs Random Fields". È membro della facoltà del MIT Media Laboratory dal 1991, con cattedra dal 1998 e professore ordinario dal 2005.
Picard è una ricercatrice nel campo dell'informatica affettiva, fondatrice e direttrice dell'Affective Computing Research Group presso il MIT Media Lab. L'Affective Computing Research Group sviluppa strumenti, tecniche e dispositivi per rilevare, interpretare ed elaborare segnali emotivi che guidano sistemi all'avanguardia che rispondono in modo intelligente agli stati emotivi umani.  Le applicazioni della loro ricerca includono sistemi di tutoraggio migliorati e tecnologie assistive da utilizzare nell'affrontare le difficoltà di comunicazione verbale sperimentate dagli individui con autismo.
Lavora anche con Sherry Turkle e Cynthia Breazeal nel campo dei robot sociali e ha pubblicato lavori significativi nei settori dell'elaborazione digitale delle immagini, del riconoscimento di modelli e dei computer indossabili. Gli ex studenti di Picard includono Steve Mann, professore e ricercatore di computer indossabili.
Picard è presidente di facoltà della MIT MindHandHeart Initiative, una "coalizione di studenti, docenti e personale [...] che lavorano in modo collaborativo e strategico per rafforzare il tessuto [della] comunità del MIT".